# Wiatrak w Buszkowicach
Wiatrak w Buszkowicach – zabytkowy drewniany wiatrak kozłowy znajdujący się we wsi Buszkowice w gminie Ścinawa, jedyny zachowany tego typu obiekt na terenie powiatu lubińskiego.

## Historia
Wiatrak powstał prawdopodobnie w roku 1812, jak wskazuje na to data wykuta na jednej z belek konstrukcyjnych wewnątrz. Widoczny jest na niej napis „Grunwald 1812”. W dodatku pierwsze wzmianki o młynie w Buszkowicach pochodzą z drugiego dziesięciolecia XIX w., a starsze źródła, takie jak np. wydawane pod koniec XVIII w. szczegółowe opisy geograficzno-statystyczne ziem śląskich, nic o nim nie wspominają. Tak jest w przypadku siódmego tomu opisu Śląska autorstwa Friedricha Alberta Zimmermanna wydanego w roku 1787, jak i w przypadku drugiego tomu opisu geograficznego ziem monarchii pruskiej wydanego przez Friedricha Gottloba Leonhardiego w roku 1792. Obaj autorzy w notce poświęconej Buszkowicom nie wymieniają takiego obiektu. Natomiast już w dzienniku urzędowym rejencji legnickiej z roku 1815 w rejestrze wszystkich młynów na jej terenie jest wzmianka o młynie w Buszkowicach należącym do niejakiego Hildebrandta. Nie wynika jednak jasno z tej lakonicznej informacji, że chodzi właśnie o wiatrak. Takich wątpliwości nie ma w przypadku wydanego w roku 1822 w Głogowie geograficzno-statystyczno-techniczno-topograficznego opisu pruskiego Śląska autorstwa Johanna Christiana Görlitza. W notce poświęconej Buszkowicom podaje on, że we wsi znajduje się młyn wietrzny. Johann Georg Knie, autor podobnego opracowania statystyczno-topograficznego miejscowości na Śląsku, pisze w roku 1830, że we wsi znajdują się już dwa wiatraki. Taką samą informacje podaje on również w drugim wydaniu swojego dzieła opublikowanym piętnaście lat później.
Buszkowickie wiatraki służyły mieszkańcom wsi, produkując mąkę jeszcze przez następne dziesięciolecia. Tego typu obiekty były charakterystycznym elementem krajobrazu zarówno na obszarze dzisiejszej gminy Ścinawa, jak i w ogóle nizinnej części Śląska w drugiej połowie XIX i na początku XX stulecia. Swoje wiatraki miały także sąsiednie wsie Przychowa i Ciechłowice. Najwięcej ich znajdowało się w samej Ścinawie. Zaczęły znikać z krajobrazu w okresie międzywojennym, kiedy częściej stosowano nowsze techniki mielenia zboża w napędzanych energią elektryczną młynach. Drugi wiatrak w Buszkowicach, o którym wspominał dwukrotnie Johann Georg Knie, zaznaczony jest jeszcze na mapie wydanej w roku 1921, jednak nie ma go już na mapie wydanej w roku 1933. Natomiast pochodzący z roku 1812 starszy wiatrak pozostawał nadal w eksploatacji aż do lat sześćdziesiątych. W roku 1981 został wpisany do rejestru zabytków.
W okresie powojennym restaurowany był dwukrotnie. Po raz pierwszy w roku 1959 przez ekipę Wojewódzkiego Konserwatora Zabytków. Po raz drugi poddany gruntownemu remontowi w roku 2013. W czasie tego ostatniego remontu uzupełniono ubytki w ścianach, zaimpregnowano podłogi i ściany, wymieniono pokrycie dachu, zainstalowano nową instalację odgromową oraz odtworzono schody prowadzące na ganek wejściowy. Ustawiono także ławki i tablicę informacyjną na zewnątrz. Nie udało się natomiast do tej pory zrekonstruować brakujących skrzydeł, na które zabrakło środków.

## Opis
Buszkowicki koźlak ma cechy typowego drewnianego wiatraka popularnego na Śląsku w XIX w. Wykonany jest w całości z drewna w konstrukcji słupowo-szkieletowej na planie kwadratu. Ściany oszalowane są deskami. Dach jest dwuspadowy z naczółkiem od strony śmigła, kryty gontem. Po przeciwległej stronie znajduje się dyszel, a nad nim wejściowy ganek kryty pulpitowym dachem oraz prowadzące do niego policzkowe schody. Nad gankiem w szczycie znajduje się żuraw do transportu ziarna i mąki. W bocznych elewacjach niewielkie prostokątne otwory okienne. Wnętrze podzielone jest na trzy kondygnacje. W dolnej kondygnacji znajdują się wspierające sztember cztery kozły osadzone na ceglanej podmurówce. W kondygnacji środkowej urządzenia do przesypywania i odsiewu mąki, natomiast w kondygnacji górnej mechanizm koła palecznego.
Większość wyposażenia wnętrz jest zachowana w dobrym stanie. Kamienie młyńskie zostały ułożone na zewnątrz. Nie zachowały się natomiast skrzydła wiatraka.

## Zdjęcia

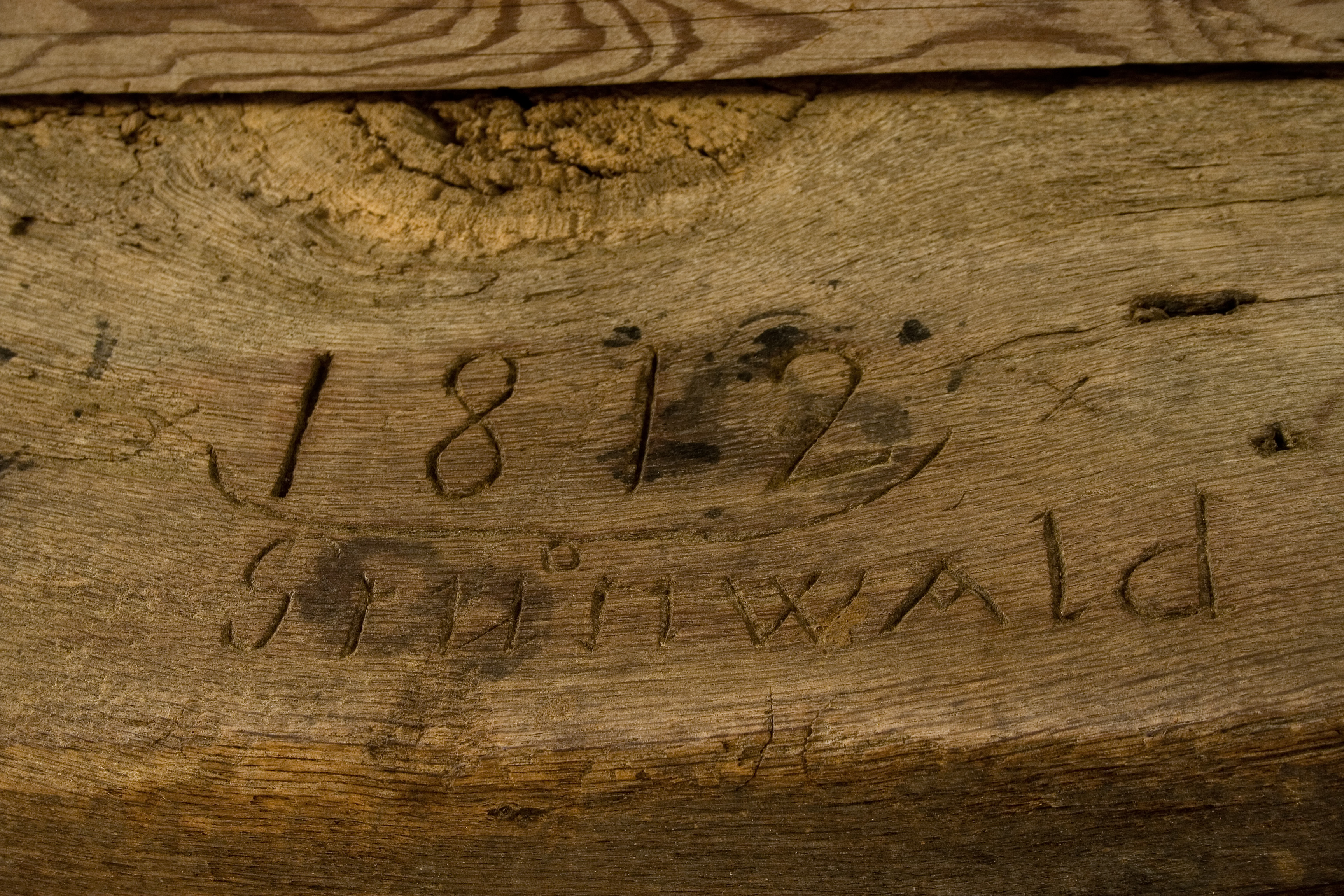
Data budowy wykuta na belce wewnątrz wiatraka
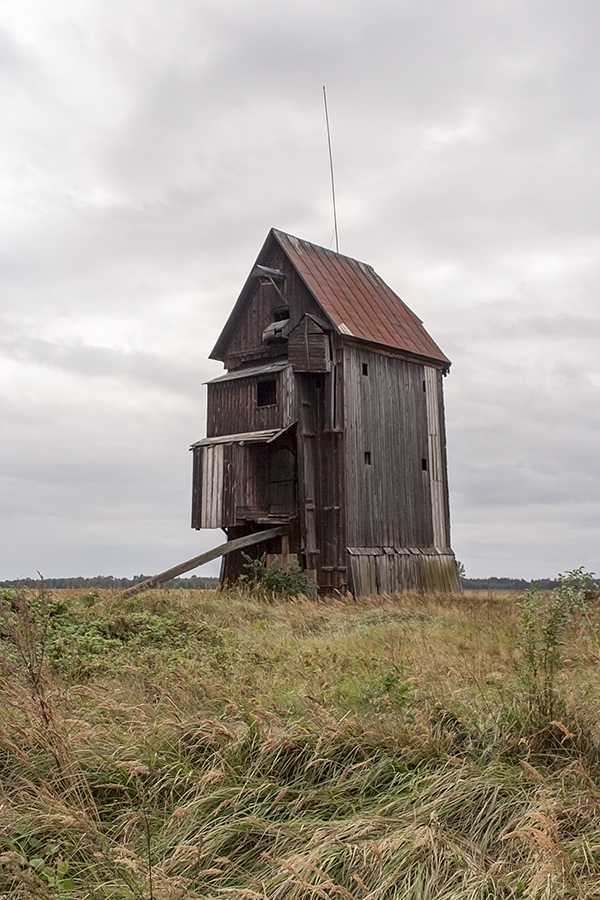
Widok wiatraka od strony ganku przed wykonaniem remontu
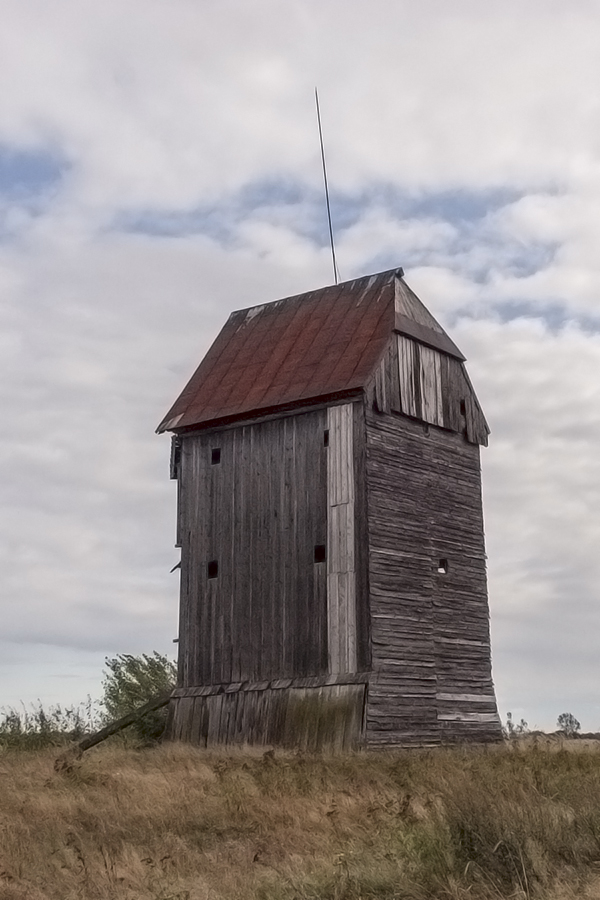
Widok wiatraka od strony śmigła przed wykonaniem remontu
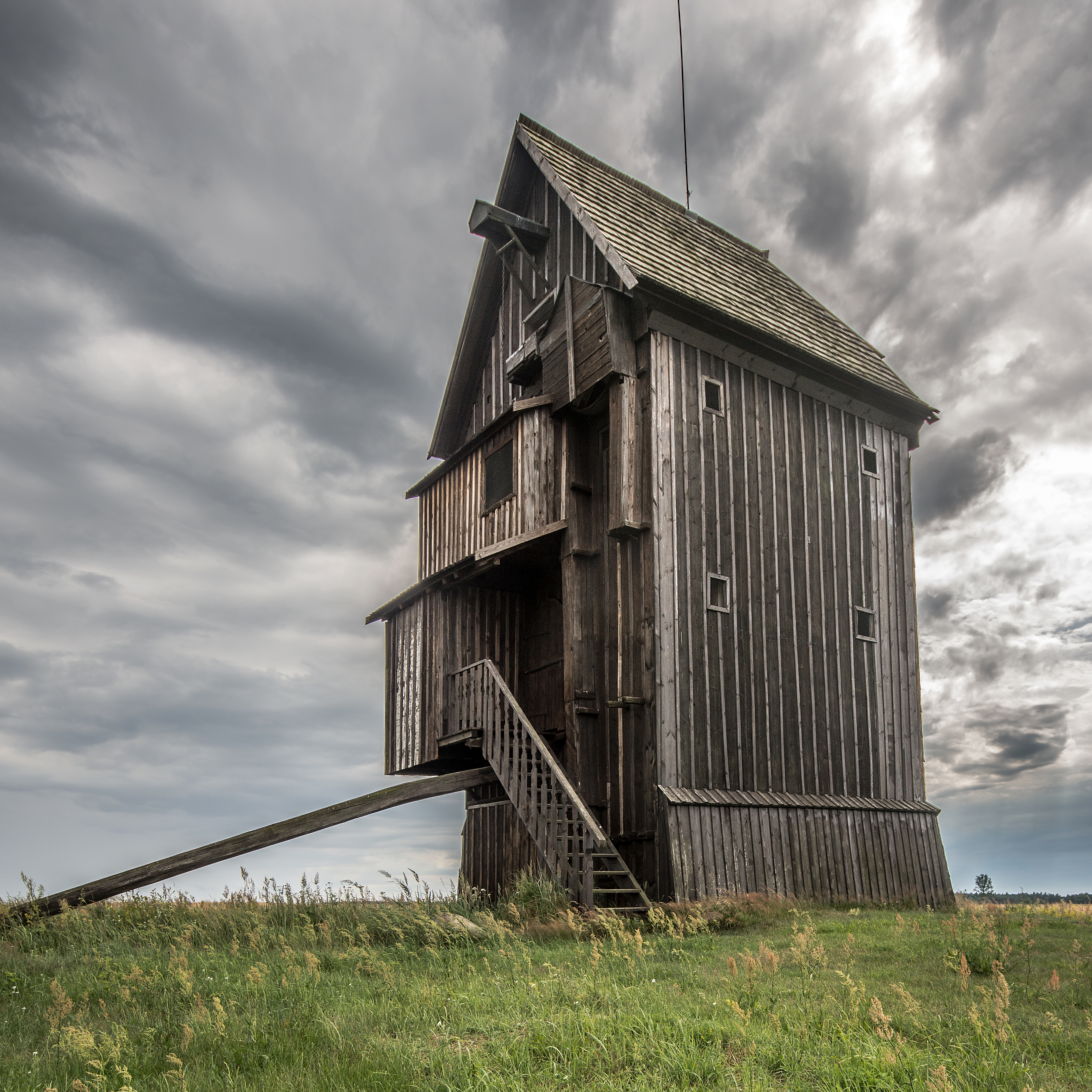
Widok wiatraka od strony ganku po wykonaniu remontu
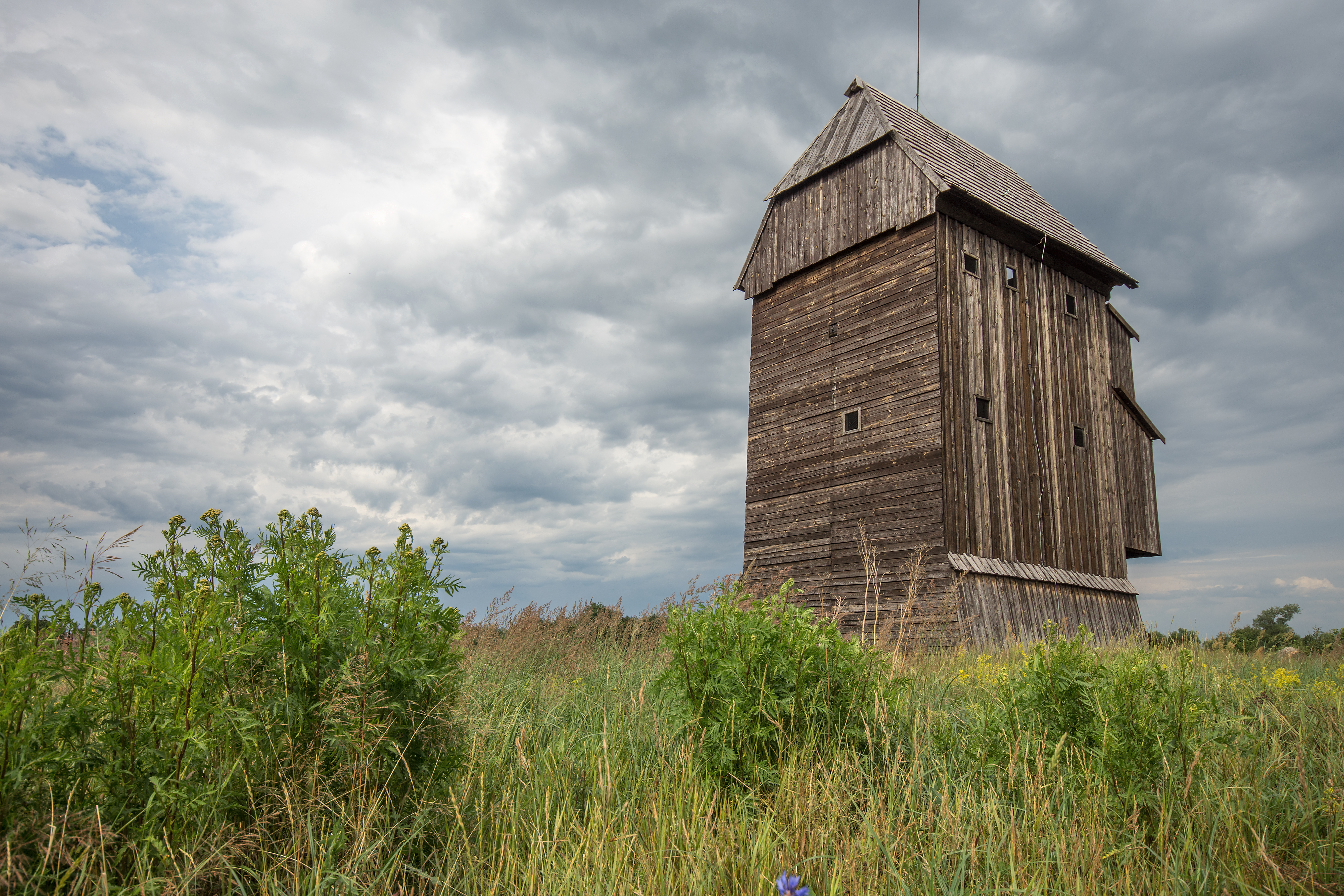
Widok wiatraka od strony śmigła po wykonaniu remontu
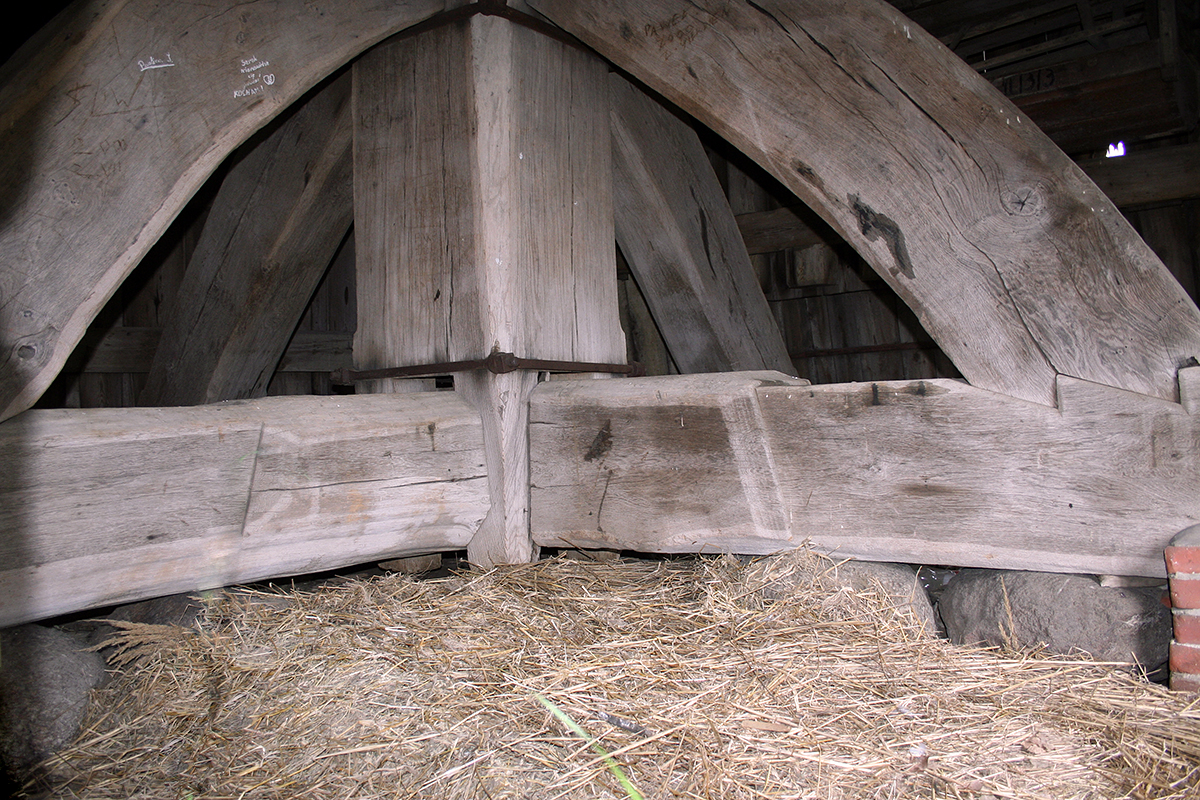
Wnętrze wiatraka – kondygnacja dolna
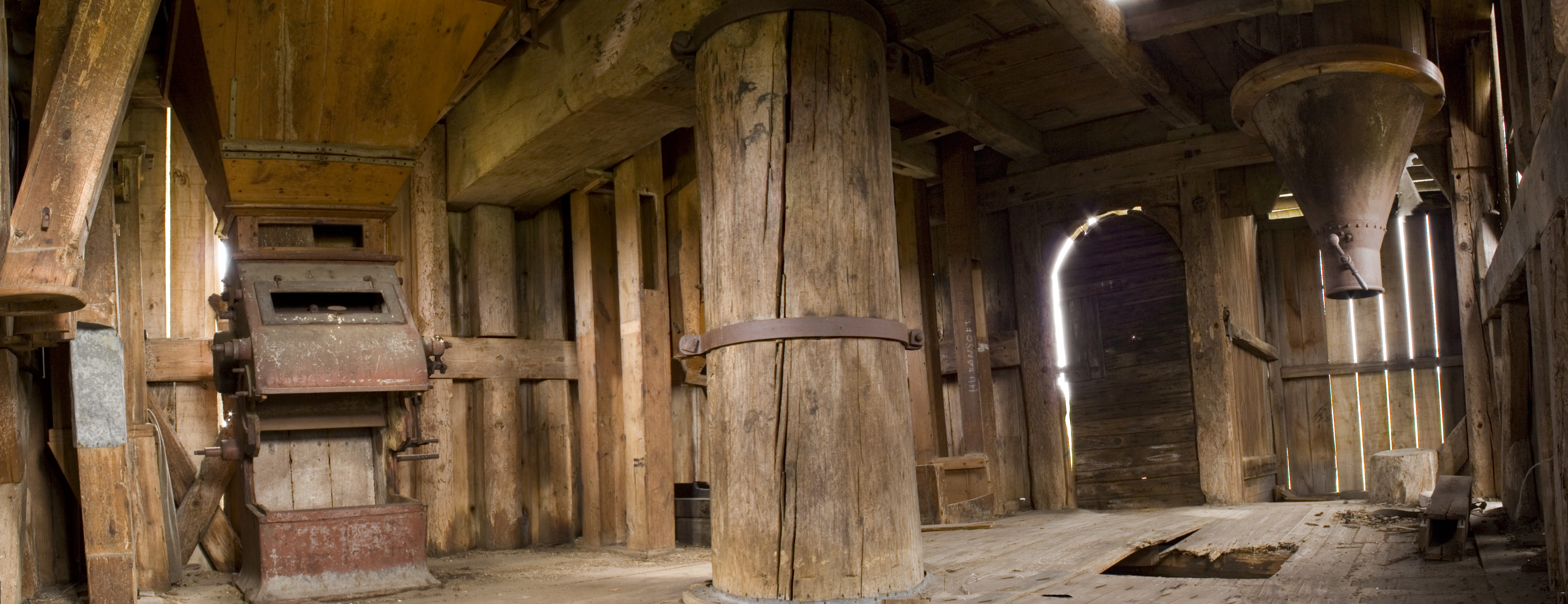
Wnętrze wiatraka – kondygnacja środkowa
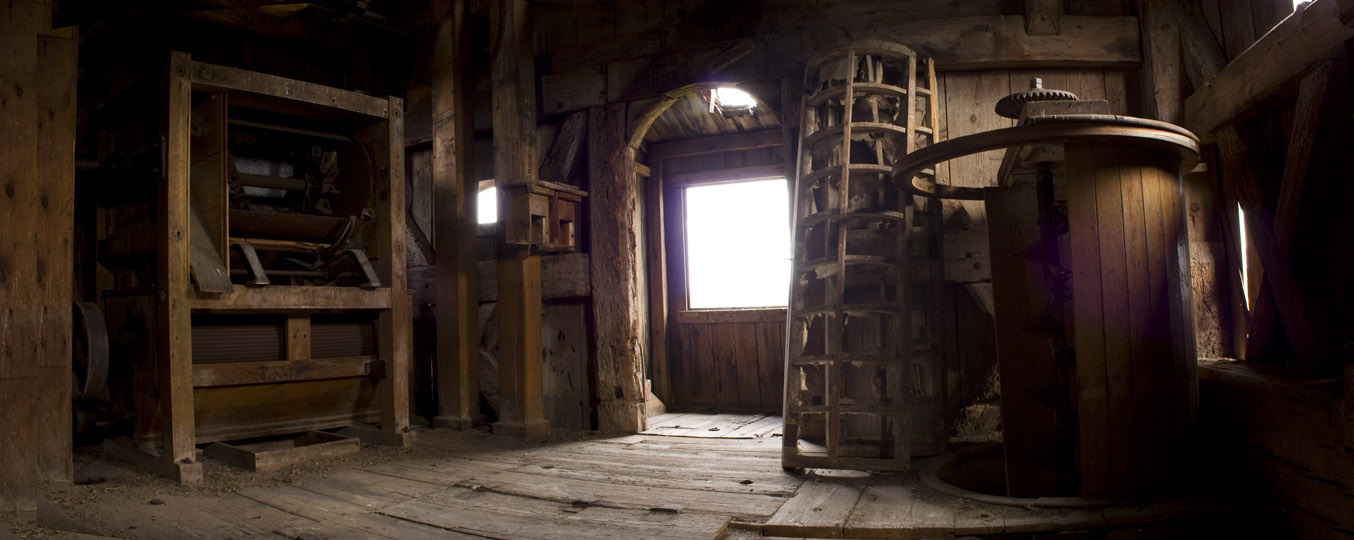
Wnętrze wiatraka – kondygnacja górna

## Literatura
- Mirosław Przyłęcki. Zabytki powiatu lubińskiego. „Szkice Legnickie”, s. 45–80, 1974.
- Henryk Rusewicz: Relikty ludowej architektury drewnianej. elubin.pl, 2013-10-31. [dostęp 2017-03-07].